# Миракс Групп
«Миракс Групп» (Mirax Group) — российская инвестиционная  компания со штаб-квартирой в городе Москва
Основные направления деятельности Mirax Group: девелопмент (жилая и коммерческая недвижимость), управление и продажа недвижимости в Москве и за рубежом.

## История
История Mirax Group берет свой отсчёт в 1994 году, когда Сергей Полонский и Артур Кириленко создали компанию «Строймонтаж», которая занималась отделочными работами. В 1995 году компания появилась на рынке долевого строительства, а в 1996 году взяла первый подрядный дом.
В 2000 году «Строймонтаж» под руководством Сергея Полонского вышел на московский рынок недвижимости. «Я, когда приехал в Москву, за первые три месяца провёл 200 встреч! Встретился абсолютно со всеми девелоперами, строителями, продавцами земельных участков и так далее. Осмотрел практически все объекты, чтобы понять, что происходит на столичном рынке. И понял, что на нём есть ещё относительно свободный сегмент жилья бизнес-класса. Так мы начали проекты „Корона“ и „Золотые ключи“», — описывает он то время в интервью журналу «Свой бизнес».
В 2004 году московский «Строймонтаж» провёл ребрендинг и получил новое название — Mirax Group (петербургский «Строймонтаж», отошедший Артуру Кириленко, не пережил кризиса и был ликвидирован в 2015 году; уголовное преследование Кириленко, который был объявлен в федеральный розыск, было прекращено в 2011 году). В его структуру вошли две организации, не связанные со строительством — MiraxPharma и MiraxSoft. В этом же году дан старт одному из самых амбициозных проектов Москвы — комплексу «Башня Федерация» в ММДЦ «Москва-Сити». Он стал символом компании и основой нового логотипа Mirax Group.
В 2005 году корпорация сделала попытку выхода в регионы, для чего был создан Департамент регионального развития. Позже от этой идеи отказались. По словам самого Полонского, это связано с тем, что там нет экономики для интересных проектов, к тому же не хватает кадров: строителей, управленцев, архитекторов. В этом же году компания первой в России среди девелоперов стала публиковать финансовую отчётность по международному стандарту US GAAP.
В 2007 году корпорация вышла на рынки дальнего зарубежья. Положено начало строительства города-клуба «Astra Montenegro» в Черногории, в 2014 году комплекс достроен и заселён под новым названием «Dukley Gardens,», который сейчас[когда?] выставлен на продажу за криптовалюту Bitcoin и Ethereum, и курорта «Le Village Royal» в Швейцарских Альпах. Завершено строительство ЖК «Aqua by Mirax» в Майами (США) и курорта «Mirax Resort» в Камбодже.
В 2008 году корпорация вышла на рынок недвижимости Великобритании, приступив к реконструкции Cornwall Terrace XIX века постройки и реализации проекта Mirax-Beetham Tower. Были открыты представительства в Швейцарии (Женева) и Вьетнаме (Ханой).
Структура:
- Строймонтаж:
- РегионСтрой:
- РегионЭкоСтрой:
- РегионПроект:

### Проблемы в связи с экономическим кризисом
В условиях экономического кризиса конца 2000-х годов компания столкнулась со значительными трудностями. 17 сентября 2008 года её руководитель Сергей Полонский первым из российских девелоперов заявил о том, что не собирается начинать новые проекты в связи с отсутствием финансирования. По его словам, «по крайней мере в течение года мы не собираемся брать ни одного кредита и не будем начинать ни одного нового проекта».
В августе 2009 года арбитражный суд арестовал часть имущества компании, в том числе комплексы «Федерация» и Mirax Plaza в обеспечение иска «Альфа-банка» о взыскании с «Миракс Групп» просроченного долга в 241 млн долларов. Этот долг был выкуплен «Альфа-банком» у первоначального кредитора «Миракс Групп» — банка Credit Suisse. 14 сентября 2009 года Mirax Group и Альфа-Банк достигли договоренности и завершили процесс реструктуризации и пролонгации всех долговых обязательств корпорации перед Банком.
С 3 марта 2011 года советом директоров компании было принято решение о прекращении существования бренда Mirax.

## Собственники и руководство
Контрольный пакет акций Mirax Group принадлежит основателю, председателю совета директоров компании Сергею Полонскому.

## Деятельность
Основные направления деятельности — девелопмент (жилая и коммерческая недвижимость), управление и продажа недвижимости в Москве и за рубежом. Компания Potok занималась реализацией проекта самого высокого на момент строительства здания в Европе — Башни «Федерация», расположенной в ММДЦ «Москва-Сити».
«Миракс Групп» работала на рынках недвижимости России, Украины, Камбоджи, Черногории, США, Швейцарии и Великобритании. В портфеле компании на ноябрь 2008 года находилось проектов общей площадью более 12 млн м².
Также в Mirax Group входила компания Mirax Pharma (разработка и производство фармацевтической продукции).

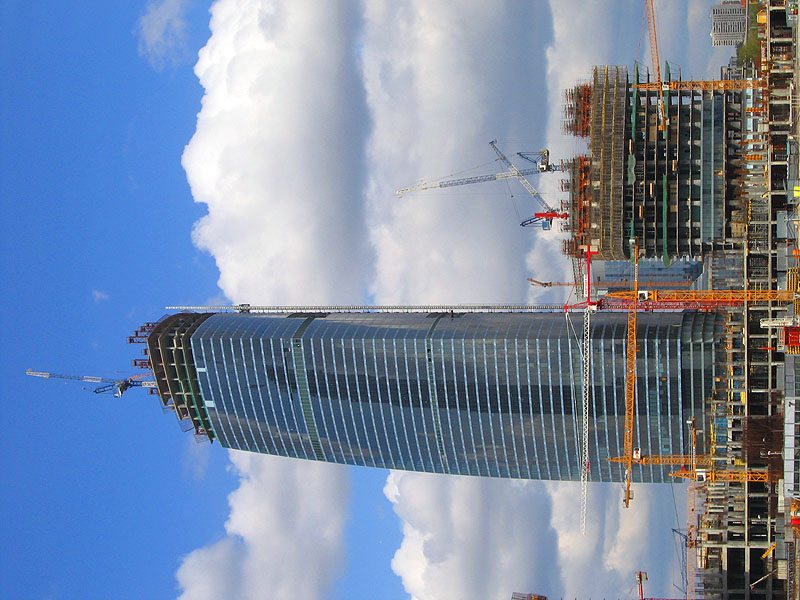
Строительство комплекса «Федерация» (фото 4 мая 2007 года)

В Москве Mirax Group построила бизнес-центры Pollars (60 000 м²) и Europe-Building (16 500 м²), жилые комплексы «Корона» (89 000 м²), «Золотые ключи — 2» (104 000 м²), поселок «Ы». Mirax Group — заказчик и застройщик самого высокого здания в восточной Европе — делового комплекса «Федерация», строительство которого ведется на территории ММДЦ «Москва-Сити».
В 2009 корпорация Mirax Group по результатам опроса студентов ВШЭ вошла в двадцатку лучших работодателей.
После закрытия бренда в марте 2011 года, структуры компании Сергея Полонского были объединены в ООО «Nazvanie.net».

## Компании группы
- ООО «МГ-групп»
- ЗАО «Миракс Сити»
- ЗАО «Миракс-Фарма»
- ООО «Комфорт-девелопмент»
- ООО «Миракс-Проект»
- ООО «Миракс-Дизайн»
- ЗАО «Башня Федерация Менеджмент»

и другие.

## Показатели деятельности

### 2007
Выручка по US GAAP — 1,2 млрд $, EBITDA — около 500 млн $, чистая прибыль — около 300 млн $. Объём инвестиций — 1,5 млрд $

### 2008
Выручка по US GAAP — 1652,7 млн $ (+29 % к 2007 году), EBITDA — 819 млн $ (+39 % к 2007 году), чистая прибыль — 616,4 млн $ (+41 % к 2007 году).
Штат сотрудников корпорации в 2008 году насчитывал более 4 тыс. человек.

### 2009
По итогам 2009 года выручка корпорации по US GAAP составила 600 млн $. Корпорация прогнозирует рост выручки по итогам 2010 года на 16 % — до 700 млн $.

## Благотворительность
Корпорация Mirax Group вела активную благотворительную деятельность. Несколько лет под опекой корпорации находится московская школа-интернат № 8.
Глава компании Сергей Полонский весной 2010 года стал лично водить экскурсии по башне «Федерация». Только за три дня ему удалось собрать таким образом 5200 долларов (деньги, по его словам, предназначались для воспитанников детского дома).

## «Поток бесконечность»
Potok∞ («Поток бесконечность» или просто «Поток») — российская девелоперская компания со штаб-квартирой в Москве. Когда в марте 2011 года существование бренда Mirax было прекращено, структуры компании перешли под управление «Nazvanie.net», а позднее — под управление «Potok ∞» («Поток бесконечность»). С октября 2013 года  переименована в «Башня Федерация».

### Деятельность
Potok реализовывал свои проекты на рынках недвижимости России, Украины, Франции, Камбоджи, США, Швейцарии и Великобритании. В портфеле компании на май 2011 года насчитывались проекты общей площадью более 10 млн м². Также в структуру Potok входили несколько компаний, занимающихся самостоятельными видами бизнеса. Среди них ЗАО «Башня Федерация менеджмент», ООО «Столица-сервис» (управление и эксплуатация построенной недвижимости), «ИльмиксГрупп» (разработка, производство и ретейл фармацевтической продукции), ООО «Урбан-дизайн» (разработка и исполнение интерьеров), а также подразделение инновационных технологий «Технолоджи».

### Проект «Большой дом»
В ноябре 2011 года компания запустила реалити-проект, в ходе которого через видеохостинг Youtube, Twitter и Livejournal осуществляется трансляция рабочего процесса возведения башни «Федерация», включая совещания, мозговые штурмы, корпоративные праздники, назначения, увольнения и так далее. Оперативное управление проектом вплоть до его закрытия в июне 2012 года осуществлял основатель ассоциации «Новое дело» Михаил Дворкович. Такой инструмент пиара позитивно сказался на продажах компании.

### История
Бренд компании Mirax Group официально закрыт 3 марта 2011 года в ходе специально собранной пресс-конференции для представителей СМИ, которые были ознакомлены с официальным заявлением совета директоров Mirax Group. Было заявлено, что все обязательства группы по достройке объектов будут выполнены; также будут исполнены в полном объёме в соответствии с условиями реструктуризации и все обязательства группы по публичным долгам (рублевые облигации, валютные CLN и LPN).
Компания Potok была создана 1 декабря 2011 года Сергеем Полонским и включала в себя бывшие структуры компании Nazvanie.net (ранее Mirax Group). Полонский запретил работникам носить деловые костюмы и галстуки, а также реорганизовал open-space. Теперь[когда?] в офисе присутствуют подушки-груши, мольберты, картины в стиле fusion, этнические музыкальные инструменты, пиалы для чайных церемоний.
К 6 июля 2012 года Полонский на основании акционерного соглашения выкупил доли у миноритариев компании и стал обладателем 100 % её акций.

### Реструктуризация бизнес-процессов
В 2011 году в рамках реструктуризации компании была внедрена новая схема проектного управления. По этой схеме весь комплекс работ по реализации каждого конкретного проекта (объекта) осуществляла управленческая тройка, скомплектованная из состава руководителей и топ-менеджеров компании. Эта тройка несла ответственность за результат.
19 марта 2012 года процесс реструктуризации последнего проблемного долга компании Potok на 392,2 млн долларов перед держателями облигаций и LPN (Loan Participation Note) вошёл в завершающую стадию. Раскрытие информации о реструктуризации задолженности размещено на специальном сайте. 23 июля 2012 года компания выпустила пресс-релиз о том, что реструктуризация публичного долга успешно завершена. «Реструктуризация включала в себя обмен 5 существовавших выпусков ценных бумаг группы — три выпуска рублевых облигаций и два выпуска нот по английскому праву — на новый выпуск нот номинальной стоимостью 14,5 млрд рублей».

### Смена генерального директора компании
14 января 2013 года пресс-служба компании сообщила, что итогом сделки по приобретению Алексеем Алякиным девелоперской компании Potok (бывшее название Mirax Group) у Сергея Полонского стало назначение Алякина гендиректором УК «Поток 8». 18 февраля 2013 года Протоколом собрания учредителей новым гендиректором "Поток 8“ был назначен Мирон Шакира, а председателем правления компании Potok — Александр Добровинский. Столь быстрая смена руководства стала вынужденной мерой после того, как в компании был пресечён факт вывода активов. Инициатором  решения выступил Сергей Полонский. Также 18 февраля 2013 года Алексей Алякин официально был лишён права выступать от имени Potok, а сделка по продаже компании — приостановлена.
26 февраля 2013 года состоялось первое заседание нового правления компании Potok под руководством председателя Александра Добровинского. Он заявил, что, прежде всего, нужно урегулировать взаимоотношения с соинвесторами: «Считаю, что решение вопроса с дольщиками проекта „Кутузовская миля“ — первоочередная задача компании. Необходимо приложить все силы для того, чтобы люди как можно скорее получили свои квартиры». Таким образом новое руководство выбрало для компании путь возвращения на рынок столичной недвижимости в роли добросовестного застройщика с широкими перспективами.
23 апреля стало известно, что бывший владелец девелоперской компании Potok Алексей Алякин намерен подать иск против Сергея Полонского — предприниматель будет требовать компенсации за потерянные средства при расторжении сделки по покупке Potok. Приблизительная сумма, которую Алякин рассчитывал получить через суд, составляла 50 млн долларов. Предприниматель намеревался лично урегулировать конфликт с основателем корпорации и вернуть деньги, потерянные из-за незавершенной сделки по её покупке.
Планы предпринимателя раскрыл адвокат Полонского, а также действующий председатель правления Potok Александр Добровинский, который опубликовал на странице в социальной сети Facebook разговор с Алякиным, где последний заявил:

Александр Андреевич! Я абсолютно ничего не имею против вас лично. Вы выполнили свою работу и, к сожалению, хорошо. — Но Полонского я буду преследовать во всех странах и на всех континентах. Он лично должен мне теперь ооочень большую сумму! И я всё с него получу. Начинаю с Лондона. В настоящий момент я живу за границей. Передайте ему, пожалуйста, что со мной нельзя было так поступать. К вам, Александр Андреевич, никаких претензий. До свидания и всего наилучшего.

В январе 2015 года стало известно, что в свою очередь Полонский сообщил о желании подать иск в Высокий суд Лондона к Алексею Алякину за нарушение условий договора и вывод активов.